# Čípek objímavý
Čípek objímavý (Streptopus amplexifolius, syn.: Uvularia amplexifolia) je druh jednoděložné rostliny z čeledi liliovité (Liliaceae). V některých starších taxonomických systémech byl řazen do čeledi konvalinkovité (Convallariaceae), popř. listnatcovité v širší pojetí (Ruscaceae s.l.). Jedná se o jediného evropského zástupce rodu, další druhy rostou ve východní Asii a v Severní Americe.

## Popis
Jedná se o asi 30–90 cm vysokou vytrvalou rostlinu s tlustým podzemním oddenkem. Lodyha je nahoře větvená, listy jsou střídavé, přisedlé s objímavou bází. Čepele jsou široce vejčité, asi 7–12 cm dlouhé a asi 3–6 cm široké. Květy jsou většinou jednotlivé, asi na 5 cm dlouhých kolénkatě zalomených stopkách. Okvětní lístků je 6, jsou dole srostlé, zvonkovitě uspořádané s ven vyhnutými cípy, zelenavě bílé barvy. Tyčinek je 6, nitky jsou krátké. Plodem je červená bobule, až 12 mm dlouhé.

## Rozšíření ve světě
Čípek objímavý roste nesouvisle v Evropě, části Asie a v Severní Americe.
V ČR to je horská rostlina, nejčastější je ve vyšších polohách pohraničních pohoří, jejím stanovištěm jsou často horské smrčiny či porosty kleče na vlhčích živnějších místech, popř. skály v roklích potoků. V nižších polohách je vzácný, hlavně v inverzních polohách skalních měst, v teplejších krajích většinou zcela chybí.